# Vyacheslav Lychkin
Vyacheslav Lychkin (en azéri : Vyaçeslav Lıçkin), né le 30 septembre 1973 à Bakou en Azerbaïdjan, est un footballeur international azerbaïdjanais, devenu entraîneur à l'issue de sa carrière, qui évoluait au poste de milieu offensif.

## Biographie

### Carrière de joueur
Vyacheslav Lychkin dispute un match en Ligue des champions avec le club du Kapaz Gandja.

### Carrière internationale
Vyacheslav Lychkin compte 46 sélections et 4 buts avec l'équipe d'Azerbaïdjan entre 1995 et 2001. 
Il est convoqué pour la première fois par le sélectionneur national Agaselim Mirjavadov pour un match des éliminatoires de l'Euro 1996 contre la Roumanie le 26 avril 1995 (défaite 4-1). Par la suite, le 27 février 1996, il inscrit son premier but en sélection contre les îles Féroé, lors d'un match amical (victoire 3-0). Il reçoit sa dernière sélection le 28 mars 2001 contre la Slovaquie (défaite 3-1).

## Palmarès
- Avec le Neftchi Bakou
  - Champion d'Azerbaïdjan en 1996
  - Vainqueur de la Coupe d'Azerbaïdjan en 1995 et 1996

- Avec le Kapaz Gandja
  - Champion d'Azerbaïdjan en 1998
  - Vainqueur de la Coupe d'Azerbaïdjan en 1998